# Княгининский уезд
Княги́нинский уезд — административно-территориальная единица в составе Нижегородской губернии Российской империи и РСФСР, существовавшая в 1779—1923 годах. Уездный город — Княгинин.

## История
Княгининский уезд в составе Нижегородского наместничества был образован в 1779 году в ходе административной реформы Екатерины II. В 1796 году уезд был упразднён, однако уже в 1802 году восстановлен в составе Нижегородской губернии.
В 1923 году Княгининский уезд был упразднён, его территория разделена между Лысковским и Сергачским уездами.

## Административное деление
В 1890 году в состав уезда входило 18 волостей:
| № п/п | Волость             | Волостное правление  | Число селений | Население |
| ----- | ------------------- | -------------------- | ------------- | --------- |
| 1     | Бакалдская          | с. Бакалды           | 12            | 7664      |
| 2     | Больше-Кемарская    | с. Большие Кемары    | 8             | 8509      |
| 3     | Больше-Мурашкинская | с. Большое Мурашкино | 8             | 6616      |
| 4     | Больше-Якшенская    | с. Большая Якшень    | 13            | 6788      |
| 5     | Бутурлинская        | с. Бутурлино         | 10            | 5635      |
| 6     | Ивановская          | с. Ивановское        | 20            | 6322      |
| 7     | Ичалковская         | с. Ичалки            | 10            | 6481      |
| 8     | Казачья-Слободская  | село Казачья Слобода | 19            | 5777      |
| 9     | Камкинская          | д. Камкино           | 1             | 2280      |
| 10    | Княгининская        | сл. Запрудная        | 18            | 7205      |
| 11    | Кочуновская         | с. Кочуново          | 8             | 8437      |
| 12    | Островская          | с. Островское        | 21            | 4672      |
| 13    | Покровская          | с. Покров            | 12            | 5698      |
| 14    | Потаповская         | с. Потапово          | 14            | 6013      |
| 15    | Ревезенская         | с. Ревезень          | 10            | 7643      |
| 16    | Танайковская        | с. Танайково         | 15            | 7105      |
| 17    | Уваровская          | с. Уварово           | 7             | 5278      |
| 18    | Яковлевская         | с. Яковлево          | 10            | 5970      |

В 1913 году в уезде было также 18 волостей.

## Население
По данным переписи 1897 года, в уезде проживало 106 191 человек. В том числе русские — 98,0 %; татары — 1,9 %. В уездном городе Княгинине проживало 2737 человек, а в заштатном Перевозе — 770 человек.

## Известные уроженцы
- Дементьев, Александр Григорьевич (1904—1986) — русский советский литературовед, критик, редактор.
- Шебуев, Георгий Николаевич (1850—1900) — русский математик, физик, механик, геодезист, преподаватель.